# Henrik von Stockenström
Henrik Albrecht von Stockenström, född 1 januari 1842 i Garpenbergs församling, Kopparbergs län, död 8 januari 1914 i Dunkers församling, Södermanlands län, var en svensk militär. 

## Biografi
von Stockenström blev student vid Uppsala universitet 1859. Han blev underlöjtnant vid Svea artilleriregemente 1860, löjtnant där 1867 och kapten 1874. von Stockenström var artilleristabsofficer 1870–1879. Han blev kammarherre hos änkedrottning Josefina 1874 och hos drottning Sofia 1876. von Stockenström blev major i armén och chef för Artilleristaben 1883, major i regementet 1886, vid regementet 1889 samt överstelöjtnant i armén 1889. Han blev förste kammarherre hos drottningen 1889 och överkammarherre 1891. von Stockenström blev överste och chef för Svea artilleriregementet 1890 och överste i armén 1898. Han blev ledamot av Krigsvetenskapsakademiens andra klass 1877 och var ledamot av Krigshovrätten 1894–1898. von Stockenström är begravd på Dunkers kyrkogård.